# 2586 Matson
2586 Matson este un asteroid din centura principală, descoperit pe 17 iunie 1980 de Carolyn Shoemaker.